# Bedlingtonterrier
Bedlingtonterrier är en hundras från Storbritannien. Den räknas till de högbenta terrierna och är framför allt en sällskapshund. Rasen har sitt ursprung i Northumberland i Nordöstra England där gruvarbetarna och smederna i början av 1800-talet avlade fram en arbetande terriertyp för användning som en allsidig jakthund. Den skulle klara jakt på såväl räv, grävling, utter, kanin/hare som råttor, alltså kunna arbeta både i vatten och gryt samt kunna löpa fort. Resultatet kom att kallas Rothbury Terrier och det är från dessa hundar som bedlingtonterriern härstammar. Rasen står till sitt ursprung nära dandie dinmont terrier. De allra äldsta stamtavlorna inom rasen går att följa till omkring sista årtiondet av 1700-talet (1782 eller 1792), men den första gången namnet Bedlington Terrier användes var 1825. Rasen är namngiven efter byn Bedlington. 1870 deltog bedlingtonterrier på hundutställning för första gången och 1875 bildades rasklubben. Omkring sekelskiftet 1900 korsades whippet in i rasen, vilket gett bedlingtonterriern dess säregna utseende (i mening för terrier ovanliga) som den har idag.

## Bildgalleri

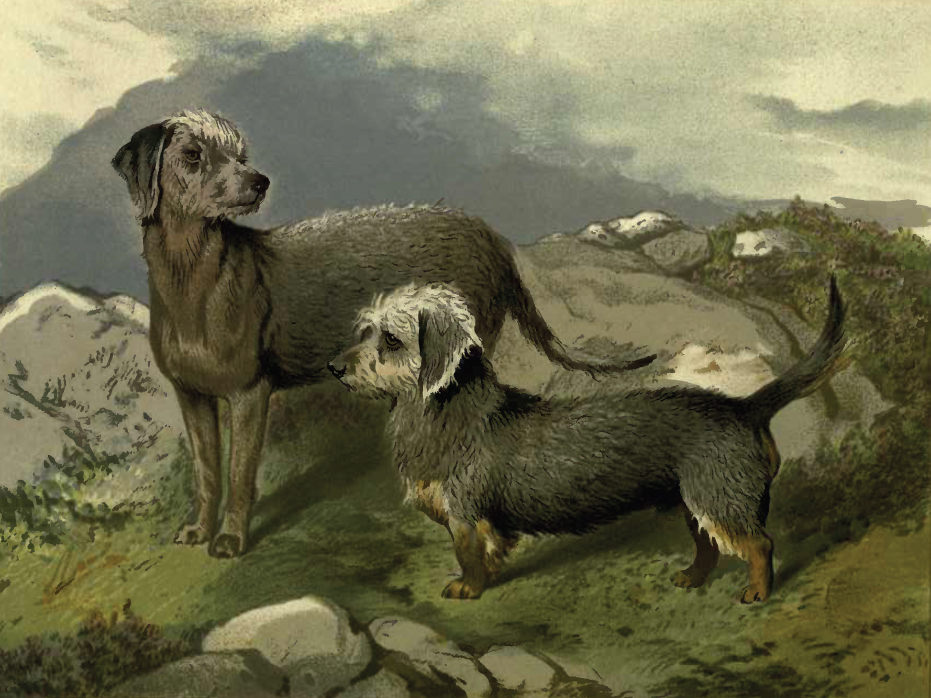
En bedlingtonterrier och en dandie dinmont terrier från Vero Shaws "The Illustrated Book of the Dog" 1881.
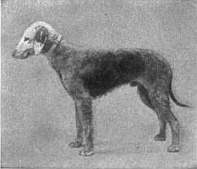
Fotografi av en bedlingtonterrier från 1911.
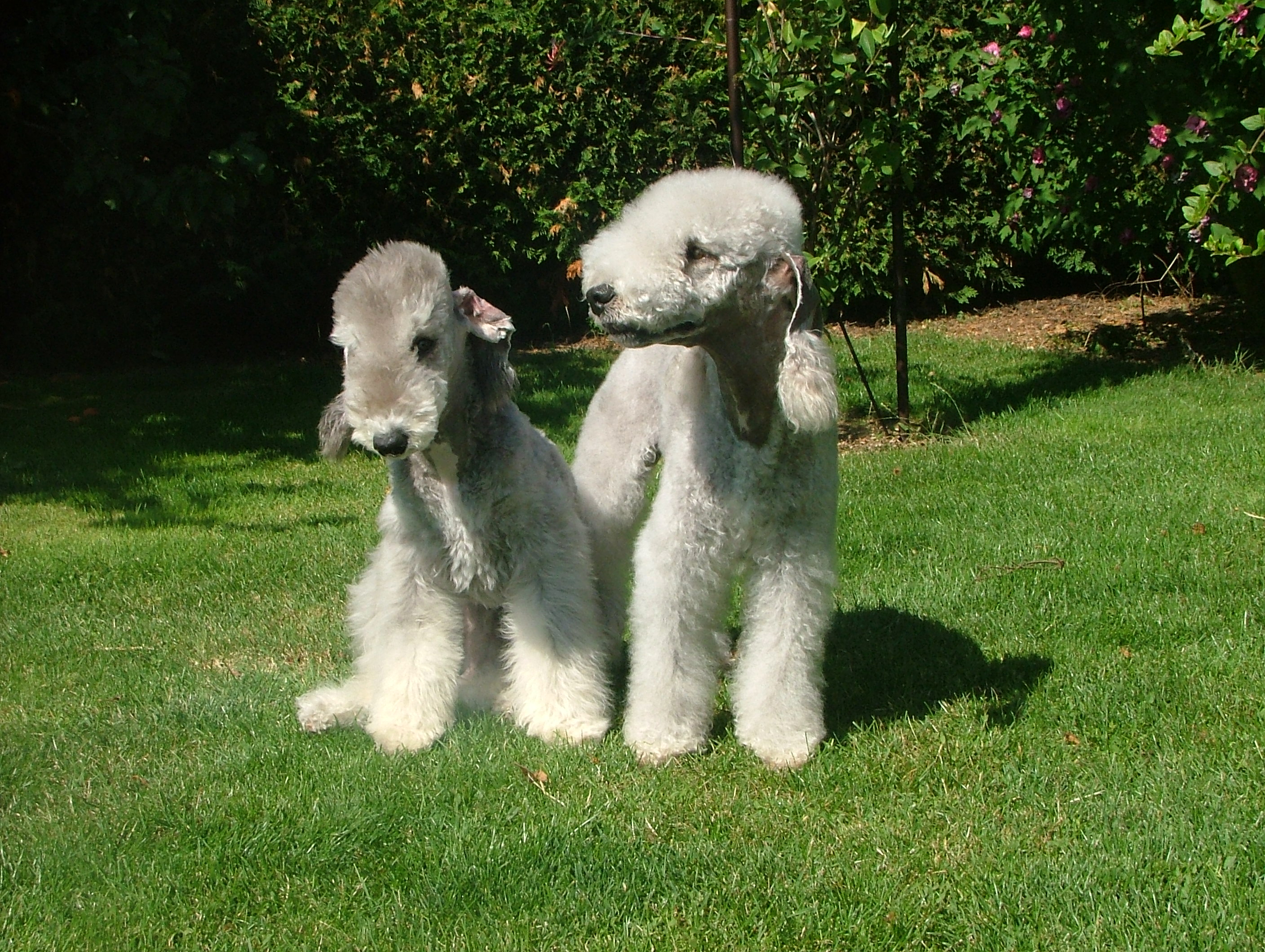
Bedlingtonterrier, 2009.
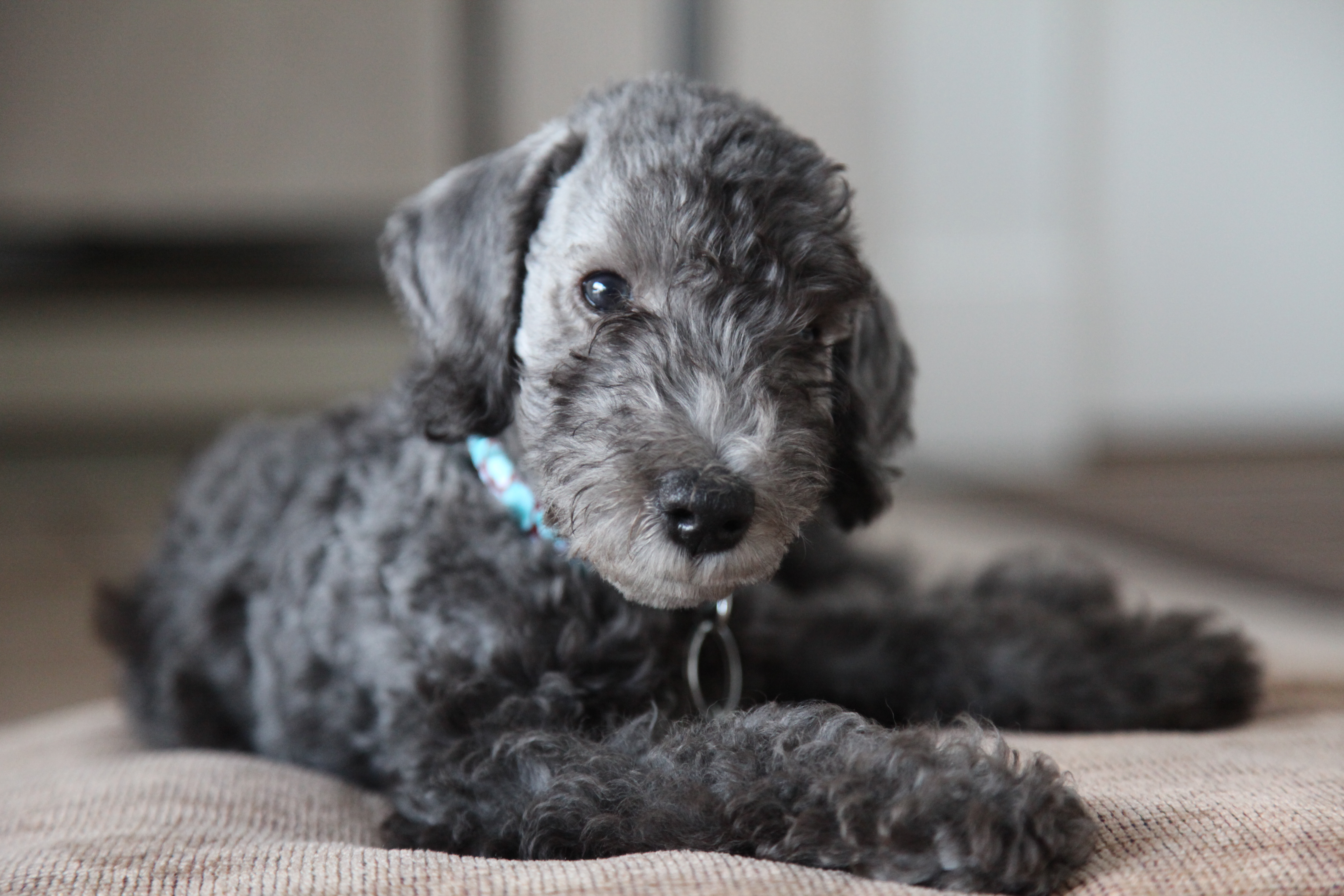
En valp med blå pälsfärg, 2011.